# Tremblant
Cette section est promotionnelle ou publicitaire (mars 2023). Considérez son contenu avec précaution et/ou discutez-en.
Tremblant est un centre de villégiature situé dans la région des Laurentides, au Québec (Canada). Il est désigné « Village de ski numéro 1 dans l'Est de l'Amérique du Nord » à de multiples reprises par les lecteurs de Ski Magazine. Le sommet de Tremblant se dresse à 875 m et offre une vue imprenable sur les Laurentides. Le domaine skiable de la station, d'une superficie totale de 305 ha, comprend cent-deux pistes réparties sur quatre versants du mont Tremblant, l'un des plus hauts sommets du massif des Laurentides. Avec plus de mille canons à neige, il dispose par ailleurs de l'un des plus puissants systèmes de fabrication de neige artificielle en Amérique du Nord.  
Destination touristique durant les quatre saisons de l'année, Tremblant est prisé par les visiteurs du monde entier pour ses événements musicaux et sportifs d'envergure, et les nombreuses activités offertes sur la montagne, dans le village piétonnier et sur le lac Tremblant. Tremblant possède aussi deux parcours de golf de championnat, Le Diable et le Géant, ainsi qu'une académie de golf ouverte toute la saison estivale.

## Situation
Tremblant se situe à 130 km au nord-ouest de Montréal (environ une heure trente minutes de voiture) et 150 km au nord-est d'Ottawa (environ deux heures de voiture). Le centre de villégiature est notamment desservi par l'aéroport international de Mont-Tremblant.
Les Algonquins-Weskarinis sont les premiers habitants de la vallée de la rivière du Diable. Ils appellent la montagne Manitonga Soutana (« montagne Tremblante ») parce qu'ils croient qu'elle est habitée par le Grand Manitou, un esprit qui la fait trembler lorsque quelqu'un trouble la nature.

## Attraits

### Station de ski
La montagne et la station sont situées sur le territoire du parc national du Mont-Tremblant.
- Élévation au sommet : 875 mètres
- Dénivelé du versant sud : 645 mètres

#### Précipitations et enneigement
- 2018-2019 : 615 cm
- 2017-2018 : 557 cm
- 2016-2017 : 538 cm
- 2015-2016 : 506 cm
- 2014-2015 : 382 cm
- 2013-2014 : 518 cm
- 2012-2013 : 502 cm
- 2011-2012 : 370 cm
- 2010-2011 : 375 cm
- 2009-2010 : 244 cm
- 2008-2009 : 481 cm
- 2007-2008 : 600 cm
- 2006-2007 : 301 cm
- 2005-2006 : 432 cm
- 2004-2005 : 302 cm
- 2003-2004 : 404 cm
- 2002-2003 : 416 cm
- 2001-2002 : 358 cm
- 2000-2001 : 348 cm
- 1999-2000 : 343 cm
- 1997-1998 : 280 cm
- 1996-1997 : 482 cm

De plus, la station possède 1 219 canons à neige pour créer de la neige artificielle.

### Domaine skiable
- Superficie skiable : 305 ha
- Enneigement artificiel : 188 ha
- Longueur totale de pistes : 81,9 km
- Piste la plus longue : Nansen, 6 km
- Sous-bois : 73,4 ha
- Degré d'inclinaison maximal : 42°
- Parcs à neige : 3

#### Pistes
L'une des pistes de ski, la piste « Vanier », a été nommée à la suite d'un accident de travail. Raymond Vanier, employé par la Station de ski, est décédé sur la piste Nansen lors d'un abattage d'arbre le 9 juin 1992. De plus, la montagne comprend les pistes « Erik Guay » et « Jasey-Jay Anderson », en hommage à leurs exploits aux Jeux olympiques de 2014 à Sotchi.[réf. souhaitée]
- Débutant : 21 %
- Intermédiaire : 32 %
- Avancé et expert : 47 %

#### Remontées mécaniques
- Capacité des remontées : 27 830 skieurs/heure
- Nombre total de remontées : 14
  - Cabriolet : 1
  - Télécabines : 2
  - Remontées débrayables quadruples : 6
  - Remontées quadruples : 1
  - Remontées triples : 1
  - Tapis magiques : 3

## Événements
- Festival international du blues de Tremblant
- Le 24h Tremblant (levée de fonds vouées à la cause des enfants)[3]
- La Coupe du Monde Tremblant (slalom géant femme FIS)
- Ironman 70.3

## Incident
Le 16 juillet 2023, une foreuse présente sur le site percute une télécabine panoramique, faisant un mort et une blessée grave.
Un homme et une femme, des Ontariens dans la cinquantaine, ont été projetés hors de la télécabine et ont fait une chute de plusieurs mètres. L’homme est décédé, et la femme a subi des blessures sérieuses à la suite de cet incident.

## Athlètes ambassadeurs de Tremblant
- Erik Guay, ski alpin
- Jasey-Jay Anderson, planche à neige alpine
- Britanny Phelan, ski cross
- Alexis Guimond, ski para-alpin
- Valérie Grenier, ski alpin
- Magali Tisseyre, triathlon
- Arnaud Gaudet, planche à neige alpine
- Philippe Langevin, ski acrobatique
- Simon Fournier, ski alpin
- Marina Vilanova, ski alpin
- Félix Burke, vélo de montagne XC
- Pierre Plouffe, ski nautique
- Émile Gaudet, planche à neige alpine
- Noah Porter MacLennan, ski acrobatique
- Pierre-Arthur Martel, planche à neige acrobatique